# Битва при Торо
Битва при Торо (порт. Batalha de Toro) — сражение, происшедшее 1 марта 1476 года возле города Торо между кастильским войском Католических королей Фердинанда II Арагонского и Изабеллы I Кастильской с одной стороны, и португальско—кастильским войском Афонсу V и Жуана, принца португальского. Сражение было частью войны за кастильское наследство.
Обе стороны утверждали, что именно они одержали победу: правое крыло кастильцев было смято силами принца Жуана, но правое крыло португальцев, возглавляемое Афонсу V, было разбито кастильцами под предводительством герцога Альба и кардинала Мендосы. 
С политической точки зрения битва сыграла на руку Изабелле, которой достался наконец трон Кастилии: воспользовавшись случаем, Изабелла провела через кортесы в Кастилии решение, по которому её дочь Изабелла официально признавалась наследницей короны, что автоматически означало трон для Изабеллы.
Война между тем продолжалась ещё пару лет вплоть до подписания Алкасовашского договора, который завершил войну за кастильское наследство. С этого момента официальная пропаганда Кастилии рассматривала битву при Торо как решительную победу испанцев над португальцами, своеобразный реванш за поражение почти 100 лет назад в сражении при Алжубарроте.